# Comunidade quilombola Maria Romana
A Comunidade Quilombola Maria Romana é situada em Tamoios, no 2º distrito de Cabo Frio, com cerca de 1.700 habitantes. É uma comunidade quilombola certificada pela Fundação Palmares, e por isso tombada como patrimônio público.

## História
A comunidade foi formada nas terras adquiridas por Elias Barreto, escravo que trabalhou com sua companheira Romana da Conceição, por cerca de 30 anos, para pagar as suas terras. No ano de 1924, as terras foram registradas no nome de Maria Romana, a filha de Elias e Romana. Com o passar dos anos, algumas famílias deixaram a comunidade para morar próximo aos centros urbanos em busca de oportunidades de trabalho, contudo, laços familiares e sociais se mantiveram.
Os remanescentes de quilombo dessa comunidade, localizada em Tamoios, segundo distrito de Cabo Frio, totalizam, aproximadamente, 1.700 habitantes. Atualmente, grande parte dessas pessoas vive fora do território da comunidade. Entretanto, desde a certificação do grupo como quilombola, em 23 de setembro de 2011, esse processo tem se revertido paulatinamente: os indivíduos estão retornando às terras de seus antepassados. Esse fato torna o conhecimento das práticas realizadas pelos antepassados em um elemento agregador para os componentes do grupo.
Com efeito, Lamiel Leopoldino Barreto, presidente da Associação da Comunidade Quilombola de Maria Romana, atento a essa necessidade, tem utilizado os relatos orais para produzir registros documentais do grupo. Assim, ele conta: “minha bisavó veio da África e que meu bisavô trabalhava para a fazenda plantando mandioca, milho, feijão. Só que o fazendeiro fazia pra eles uma casa de madeira, que só durava um ano, pois, assim, eles se mudavam, e eles ficavam com a plantação, pois a casa caía, e eles eram obrigados a arrumar outro lugar para morar. O meu bisavô, quando acabou a escravidão, resolveu comprar um terreno, pois não queria ver seus filhos sofrer igual a ele. [...] Ele pagava um dia por semana ao fazendeiro e pagava a dívida com ele e, assim, ele conseguiu dinheiro; conseguiu deixar seus filhos com terra que nelas moram até hoje”.
Como as terras ocupadas por parte do grupo não são suficientes para o número de pessoas identificadas como pertencentes ao Quilombo de Maria Romana, a titulação por meio da ancestralidade quilombola é uma forma de assegurar que todas as famílias sejam contempladas. Nesse sentido, destaca Lamiel: “E agora buscando a titulação só por causa da coletividade, porque a terra que nós temos é insuficiente para o tanto de família, entendeu? O governo determina 14 hectares para cada família.” Conclui: “Quem tem terra, gente, tem tudo. O sonho de muita gente é ter terra.”